# Toerring
Toerring (eller Törring) er en højadelig slægt, der stammer fra Oberbayern. Slægten var tidligere delt i flere linjer. Den ledende linje Toerring-Guttenzeller uddøde i 1860. Derefter blev linjen Toerring-Jettenbach den førende. 
Slægten er opkaldt efter Törring ved Tittmoning i Landkreis Traunstein i Oberbayern. Sidelinjen har navn efter Jettenbach i Landkreis Mühldorf am Inn. 
I det tysk-romerske rige besad rigsgreverne af Törring nogle små rigsumiddelbare territorier i Syd- og Vesttyskland. Efter mediatiseringen i 1806 blev slægten anerkendt som standesherrer i kongerigerne Württemberg og Bayern.
Prinsesse Elisabeth af Grækenland og Danmark var grevinde af Toerring-Jettenbach i 1924-1955. 